# 매화종합고등학교
매화종합고등학교는 경상북도 울진군 매화면에 있었던 공립 종합 고등학교이다.

## 연혁
- 1982년 3월 3일 : 개교
- 2008년 2월 29일 : 폐교[1]

## 같이 보기
- 매화중학교